# Jack Grunsky
Jack Grunsky (1 de julho de 1945) é um músico, cantor e compositor canadense. Nascido na Áustria, cresceu no Canadá e começou sua carreira em 1966.